# Il Pra della Valle in Padova
Il Pra della Valle in Padova, è un dipinto a olio su tela (39x88) di Canaletto, databile al quarto decennio del Settecento e conservato nel Museo Poldi Pezzoli a Milano, raffigurante il celebre Prato della Valle a Padova.

## Storia
Il dipinto, appartenente alla collezione del nobile milanese Gian Giacomo Poldi Pezzoli, e quindi confluita nel museo omonimo alla morte del proprietario, fu descritto la prima volta da Emmanuele Antonio Cicogna nella collezione di Giuseppe Pasquali a Venezia. Questi ricorda "che fu già intagliata in rame dallo stesso autore, ma con varietà tra il quadro e la stampa". Esiste infatti un'acquaforte con lo stesso soggetto appartenente alla raccolta di 31 incisioni dedicate dal maestro veneziano al console inglese Joseph Smith, e due disegni preparatori conservati nella Biblioteca Reale di Windsor. Ne esistono inoltre altre versioni, sempre attribuite a Canaletto in collezioni private e una attribuita al suo discepolo Francesco Guardi si trova al Musée des Beaux-Arts a Digione.
Inizialmente attribuito a Bernardo Bellotto da Giuseppe Bertini, primo direttore del museo Poldi Pezzoli nel suo catalogo del 1881, è ora ritenuto dai critici assimilabile alla produzione del Canal degli anni quaranta del Settecento.

## Descrizione e stile
La piazza è rappresentata quando ancora aveva l'aspetto di un prato, come ancora è detta, ossia prima delle sistemazioni operate negli anni settanta del Settecento con le statue ed i canali che si possono vedere ancora oggi, nonché l'assenza dell'attuale appariscente Loggia Amulea, costruita nel 1860 nel luogo ove c'era il Collegio Universitario, voluto dal cardinale Antonio la Mula, incendiatosi nel 1822.
La raffigurazione è colta nelle ore pomeridiane, con un forte contrasto fra il lato est, illuminato dal sole, e quello ovest, ormai in ombra. Spiccano alla luce del sole in particolare la Basilica di santa Giustina, che costituisce il fulcro visivo del dipinto, l'adiacente convento, i portici del lato orientale e il campanile delle chiesa della misericordia, mentre vi fa da contrappunto il grande palazzo del Collegio Universitario. Le numerosissime figurine che affollano la piazza, la animano pur mantenendo una generale impressione di staticità.